# Polina Griffis
Polina Griffis (Полина Гриффис), ook wel Polina Griffith, is een Russische zangeres.

## Biografie
Griffis maakte tot september 2004 deel uit van A-Studio maar verliet de groep om een solocarrière te starten. Ze nam een duet op met Tomas N'evergreen uit Denemarken, getiteld Just another lovesong. Eind 2004 trouwde ze. Het echtpaar woont in Moskou.

## Discografie

### Singles
| Single met eventuele hitnotering(en) in de Nederlandse Top 40 | Datum van verschijnen | Datum van binnenkomst | Hoogste positie | Aantal weken | Opmerkingen                            |
| ------------------------------------------------------------- | --------------------- | --------------------- | --------------- | ------------ | -------------------------------------- |
| S.O.S.                                                        |                       | 12-3-2005             | 33              | 4            | met A-Studio / Dancesmash op Radio 538 |